# Halifax RLFC
Halifax RLFC és un dels més històrics clubs del Campionat britànic de rugbi a 13, format al llarg d'un segle, el 1873 a la ciutat de Yorkshire de Halifax.
Conegut com a 'Fax', els colors oficials del club són el blau i el blanc a cèrcols, d'aquí el sobrenom d'ex: El Blue Sox. Comparteixen l'estadi de Shay amb el club de futbol Halifax Town.
Halifax són també un dels vint-i-dos originals clubs de rugbi que van formar la Unió de Rugby del Nord el 1895, fent d'ells un dels primers clubs del món de la lliga de rugbi. Tenen rivalitats amb els veïns locals Bradford Bulls i Huddersfield Giants.